# ロバート・フェローズ (フェローズ男爵)
フェローズ男爵ロバート・フェローズ（英: Robert Fellowes, Baron Fellowes, GCB, GCVO, QSO, PC、1941年12月11日 - 2024年7月29日）は、イギリスの廷臣、一代貴族。イギリス王室受難の1990年代に女王エリザベス2世の女王秘書官を務めた。
妻はダイアナ元皇太子妃の姉にあたるジェーン。

## 経歴
1941年12月11日、サー・ウィリアム・フェローズ（Sir William Fellowes）とその妻ジェーンの長男として生まれる。
父ウィリアムは、サンドリンガム・ハウス（ノーフォーク・サンドリンガムにある王室の別荘）の管理人を務める人物で、父方のフェローズ家は連合王国貴族のド・ラムジー男爵家の傍系の流れを汲む。エリザベス王女（のち女王エリザベス2世）は赤ん坊のフェローズを抱きかかえることもあった。イートン校に学んだのち、1960年に陸軍のスコッツ・ガーズに入隊する。
1968年から1977年まで証券会社アレン・ハーヴィ・アンド・ロス有限責任会社（Allen Harvey and Ross Ltd）の社長を務める。
1978年4月、スペンサー伯爵家令嬢ジェーン・スペンサー（第8代スペンサー伯爵エドワード・スペンサーの次女）と結婚した。その後フェローズはジェーンの妹であるダイアナが皇太子チャールズ（のちのチャールズ3世）に嫁ぐうえで重要な役割を果たしたとされる。
1977年から女王秘書官補の一人となり、1986年以降はサー・ウィリアム・ヘーゼルタイン女王秘書官のもとで副秘書官を務めた。1990年、ヘーゼルタインの引退に伴って女王秘書官に昇進した。フェローズの女王秘書官就任に際して、エリザベス2世は「彼は私が自分の腕で抱えた唯一の秘書官なのよ」と語ったという。

女王秘書官在任中（1994年9月）、21世紀にむけて王室改革を推進する協議会「前進グループ（Way Ahead Group）」を立ち上げた。協議会には女王夫妻、王子、王女、その他王族が参加し、当時は男子優先であったイギリス王位継承権について議論を行った。話し合いの結果、2013年王位継承法の成立に繋がっていった。

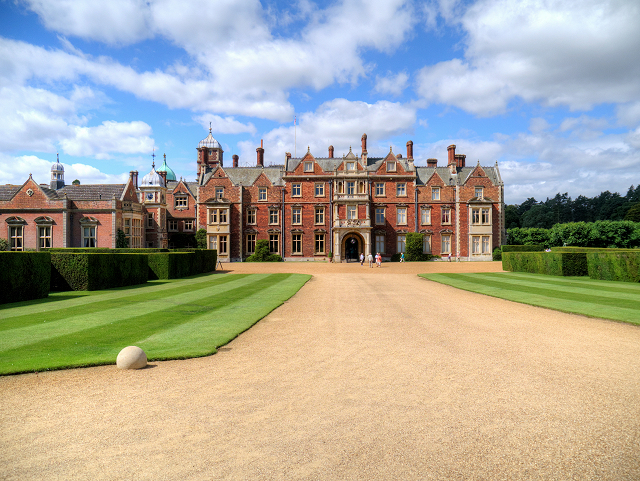
イギリス王室の別荘サンドリンガム・ハウス
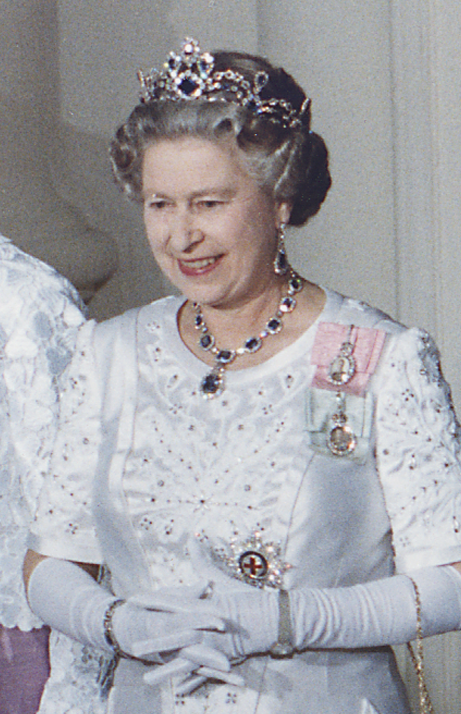
女王エリザベス2世（1991年）

### ダイアナ妃をめぐって
1992年頃には、皇太子チャールズとダイアナ妃の仲は冷え切っており、同年12月には別居にいたった。同年、アンドリュー・モートンにより『ダイアナ妃の真実』が出版され、チャールズとカミラ夫人の不倫がダイアナ破局の原因と暴露された。これを受けてフェローズは「ダイアナ妃の義兄でありながら出版を止められなかった」として辞職を申し出たが、女王に一蹴されたという。ダイアナは別居後も皇太子妃時代の秘書官を用いていたが、フェローズは秘書官らと頻繁に連絡を取りあい、ダイアナの動向の把握に努めた。

ダイアナは1997年にパリで交通事故死するという劇的な最期を遂げるが、フェローズもこの件で善後策に奔走することとなった。ダイアナの死後、沈黙をつづける女王に批判が集まっており、またタブロイド紙からは「バッキンガム宮殿に弔旗（半旗）をかかげるべきではないか」という声が寄せられた。フェローズは他秘書官とこれら懸案事項について協議を重ねた。協議の結果、ダイアナの葬儀を準国葬とし、葬儀に際して女王がコメントすること、半旗問題については女王旗（ロイヤル・スタンダード）ではなく国旗（ユニオンジャック）を半旗のかたちで葬儀の当日に宮殿にかかげることを対応方針として打ち出していった。

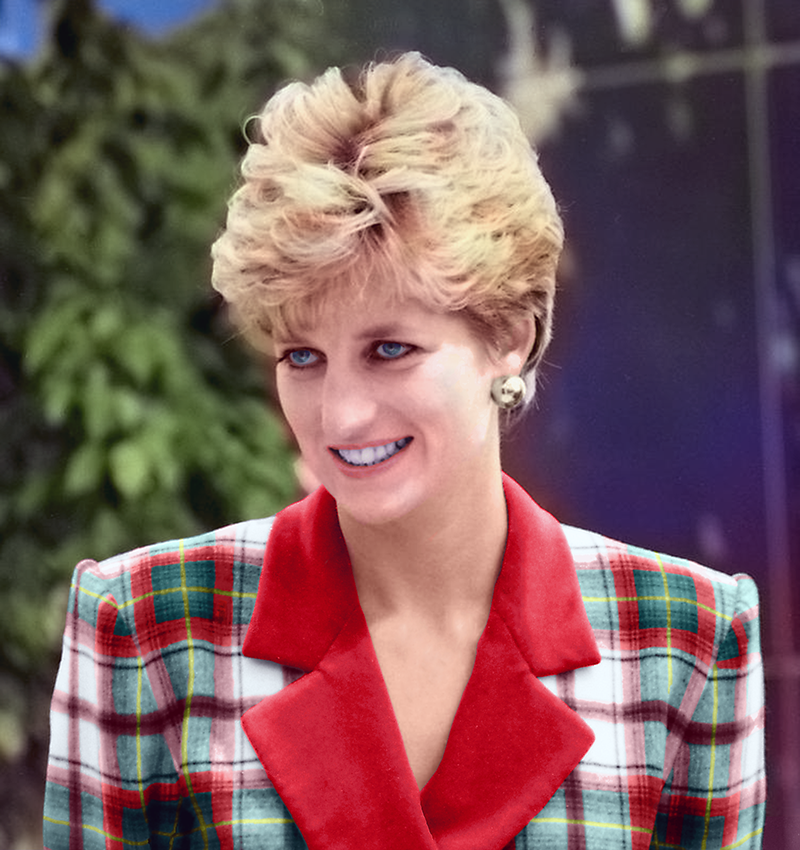
ダイアナ元皇太子妃（1992年）
女王旗（ロイヤル・スタンダード（英語版））
国旗（ユニオンジャック）

### 秘書官退任後
1999年、女王秘書官を退任した。引退に際して、7月には一代貴族のフェローズ男爵に叙され、貴族院議員に列する。貴族院内では中立派に属した。
2008年からは大英図書館の館長を務めている。
2024年7月29日に亡くなった。82歳没。

## 栄典

### 爵位
1999年7月12日に以下の爵位を新規に叙された。
- ノーフォーク州シャットサムのフェローズ男爵（Baron Fellowes, of Shotesham in the County of Norfolk）
（勅許状による連合王国一代貴族）

### 勲章
- - ロイヤル・ヴィクトリア勲章（GCVO：1996年、KCVO：1989年）
- - バス勲章（GCB：1998年、KCB：1991年）[1]

### その他
- 枢密顧問官（PC）（1990年）[1]

## 家族
1978年に第8代スペンサー伯爵エドワード・スペンサーの次女ジェーンと結婚し、彼女との間に以下の3子を儲ける。
- 第1子（長女）ラーラ・ジェーン閣下（1980-）
- 第2子（長男）アレクサンダー・ロバート閣下（1983-）
- 第3子（次女）エリナー・ルース閣下（1985-）